# Російська державна бібліотека
Російська державна бібліотека (рос. Российская государственная библиотека) — національна бібліотека Російської Федерації, найбільша публічна бібліотека в Росії та Континентальній Європі та одна з найбільших бібліотек у світі. Розташована в Москві. Є провідним науково-дослідницьким закладом в області бібліотекознавства, бібліографії та книгознавства, методичним та консультативним центром російських бібліотек (окрім спеціальних та науково-технічних).

## Історія

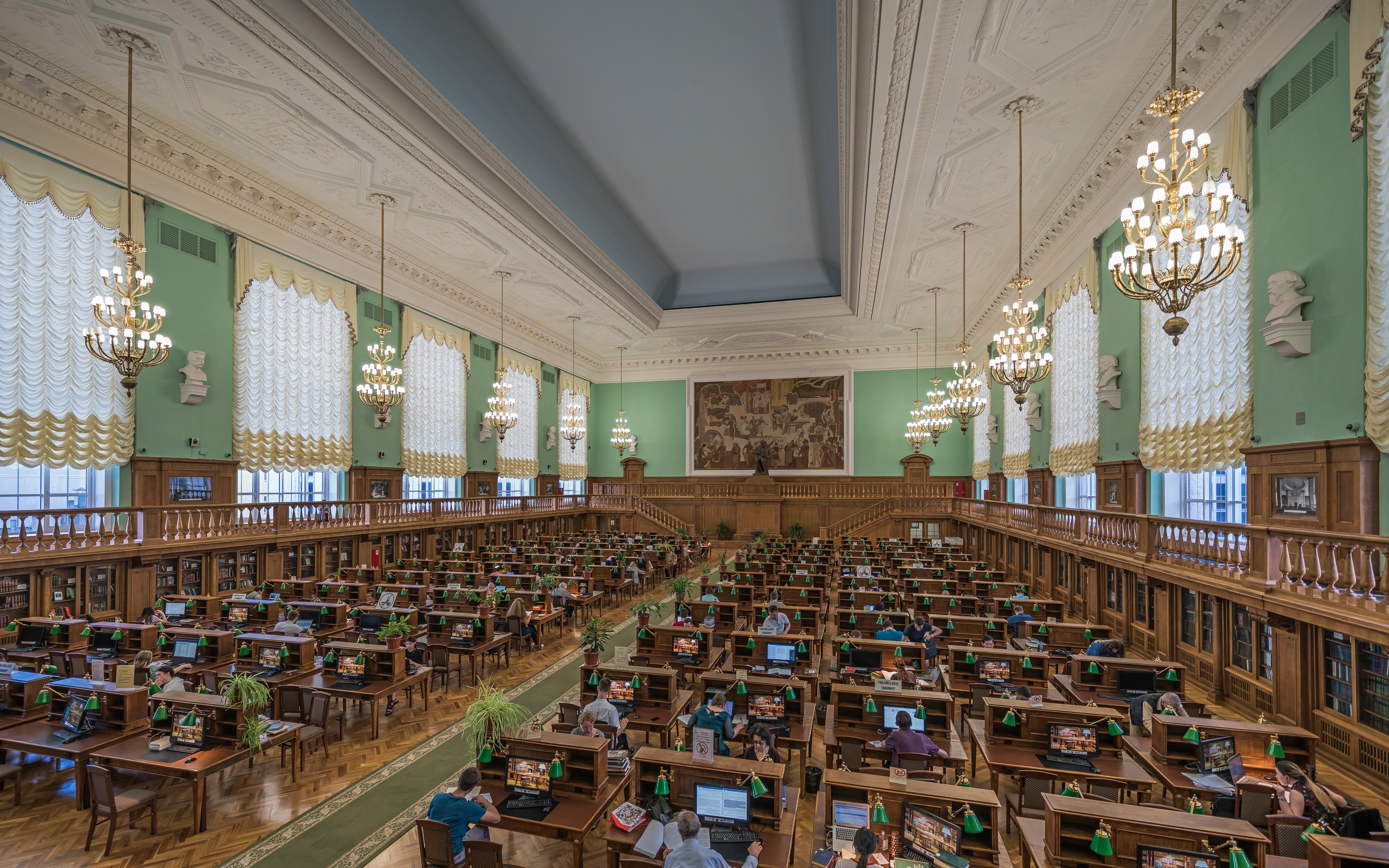

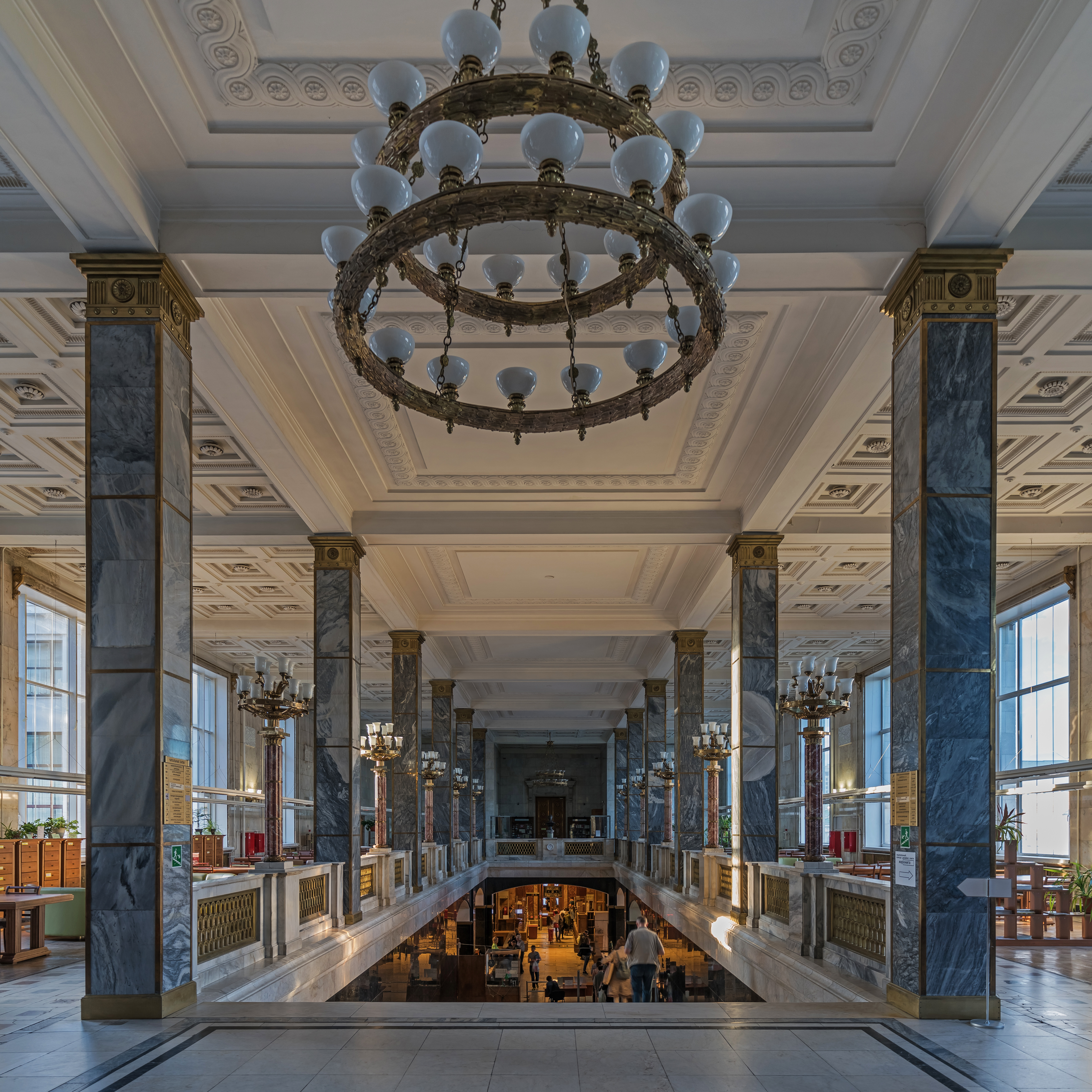

Заснована в 1862 при Румянцевському музеї як перша державна публічна бібліотека в Москві. В її фондах налічувалося тоді 100 000 книг і рукописів. В дореволюційний період серед читачів бібліотеки були видатні вчені і письменники Росії.
За роки Радянської влади вона стала найбільшою бібліотекою Росії, державним сховищем творів друку народів СРСР і науково-дослідною установою. В 1917 в фондах бібліотеки був 1 млн, а на початку 1959 — понад 20 млн одиниць збереження. Щороку надходить понад 800 000 книг, журналів та річних комплектів газет.
Бібліотека зберігає друковані видання на 160 мовах народів світу (в тому числі на 85 мовах народів СРСР). В числі обов'язкових примірників нових видань бібліотека з часу свого заснування одержувала книги українською мовою, яких тепер налічується понад 150 000 примірників. Тут представлені майже всі видання творів українських письменників-класиків. Є прижиттєві видання «Кобзаря» Т. Г. Шевченка, в тому числі перше його видання 1840. В фондах бібліотеки представлені видання творів Т. Г. Шевченка в перекладі на російську мову, починаючи з першого видання 1860. Є і ряд прижиттєвих видань І. Франка, М. Коцюбинського, Лесі Українки. Тут є всі твори радянських письменників України; багато з зазначених творів — у перекладах на мови народів СРСР, а також на іноземні мови.
У відділі рідкісних книг зберігається, зокрема, колекція стародруків, виданих українськими друкарями 16—18 ст. Переважають щодо кількості видання київські, за ними йдуть львівські та почаївські, потім чернігівські; є також видання всіх менших українських друкарень. У відділі рукописів зберігаються рукописи, що відбивають окремі події в житті українського народу. Тут є дисертації з української літератури, історії, економіки та географії.
З кожним роком розширюється поле діяльності бібліотеки. На 1959 число читачів зросло до 150 000, а відвідування 20 читальних залів досягло 2 млн осіб на рік. Широкою є мережа заочного та міжбібліотечного абонементів. На 1 січня 1959 серед абонентів було 565 укр. бібліотек.
Ведеться міжнародний книгообмін, що охоплює більше ніж 60 країн світу. Щороку бібліотека видає бібліографічні посібники загальним тиражем 1600 000 примірників

## Нагороди
У 1945 бібліотеку нагороджено орденом Леніна. Ім'я Леніна присвоєно в 1925.